# Lac de la Traîne
Lac de la Traîne är en sjö i Kanada.   Den ligger i regionen Mauricie och provinsen Québec, i den sydöstra delen av landet, 260 km nordost om huvudstaden Ottawa. Lac de la Traîne ligger 436 meter över havet. Arean är 1,7 kvadratkilometer. Den sträcker sig 3,6 kilometer i nord-sydlig riktning, och 2,9 kilometer i öst-västlig riktning.
I omgivningarna runt Lac de la Traîne växer i huvudsak blandskog. Trakten runt Lac de la Traîne är nära nog obefolkad, med mindre än två invånare per kvadratkilometer.